# Æthelwold (fils d'Æthelred)
Vous lisez un « bon article » labellisé en 2020.
Pour les articles homonymes, voir Æthelwald.
Æthelwold est un prince de la maison de Wessex mort en 902 ou 903.
Il est l'un des deux fils du roi du Wessex Æthelred. À la mort de son père, en 871, lui et son frère Æthelhelm sont encore jeunes. Un roi adulte étant jugé plus à même de défendre le Wessex contre les vikings de la Grande Armée, ils sont écartés de la succession au profit de leur oncle Alfred. Celui-ci ne leur lègue par testament qu'une poignée de domaines, réservant le gros de son héritage à son fils Édouard, qu'il souhaite voir lui succéder.
Après la mort d'Alfred, en 899, Æthelwold dispute le trône à Édouard. Ses revendications sont fondées sur son statut d'ætheling, prince de sang éligible à la succession. Il prend le contrôle des villes de Wimborne et Christchurch, dans le Dorset, mais ne parvient pas à rassembler suffisamment de troupes pour affronter l'armée d'Édouard et il se réfugie dans le royaume viking d'York, où il est reconnu comme roi et où des pièces sont frappées en son nom. Il réunit une flotte et recueille le soutien des habitants de l'Essex en 901 ou 902.
L'année suivante, Æthelwold est également reconnu roi par les vikings d'Est-Anglie et il mène les troupes de ce royaume dans un raid sur les terres d'Édouard. Celui-ci réplique par un raid en Est-Anglie, mais il se retire sans affronter son cousin. Cependant, ses troupes du Kent s'attardent et rencontrent les vikings à la bataille du Holme. Ceux-ci sont victorieux, mais au prix de lourdes pertes, dont Æthelwold. Sa disparition met un terme à la menace qu'il constituait pour l'autorité d'Édouard.

## Contexte

L'Angleterre en 878, partagée entre le Danelaw et les royaumes anglo-saxons (Wessex et Mercie occidentale).

Au début du IXe siècle, le Wessex supplante la Mercie comme royaume dominant du sud de la Grande-Bretagne. Le roi Ecgberht conquiert les différentes régions du sud-est de l'île (Kent, Surrey, Sussex et Essex) dans les années 820. Son règne est également marqué par les premiers raids vikings sur les côtes anglaises, mais Ecgberht et son fils Æthelwulf, qui lui succède en 839, parviennent à les repousser. À sa mort, en 858, Æthelwulf laisse quatre fils. L'aîné, Æthelbald, meurt en 860, suivi par son frère Æthelberht en 865. Le troisième fils, Æthelred, monte alors sur le trône.
La même année, la Grande Armée viking débarque en Angleterre. En l'espace de cinq ans, elle conquiert la Northumbrie et l'Est-Anglie et contraint la Mercie à lui payer tribut. Elle s'attaque au Wessex à la fin de l'année 870. Quatre batailles l'opposent aux forces menées par Æthelred et son frère cadet Alfred au début de l'année suivante. Les deux dernières se soldent par des défaites pour les Anglais, et Æthelred meurt peu après Pâques en ne laissant que deux jeunes fils. La primogéniture n'ayant pas encore cours, c'est Alfred, qui a l'avantage d'être adulte, qui lui succède afin de mener au mieux la lutte contre les vikings.

Le début du règne d'Alfred est difficile. En 878, il est contraint de se réfugier dans les marécages du Somerset pour échapper aux vikings, qui ont conquis la Mercie orientale et menacent d'en faire autant avec le Wessex. Il parvient à renverser la tendance en remportant une victoire cruciale à Ethandun. Après quelques années de paix, Alfred conclut un traité avec Guthrum, le roi des vikings d'Est-Anglie, qui définit la frontière entre le Wessex et la Mercie occidentale (dirigée par Æthelred, le gendre d'Alfred) d'un côté et le Danelaw, région occupée par les vikings, de l'autre. Une nouvelle offensive viking a lieu vers le milieu des années 890, mais elle échoue grâce aux réformes militaires menées par Alfred. 

## Biographie

### Origines

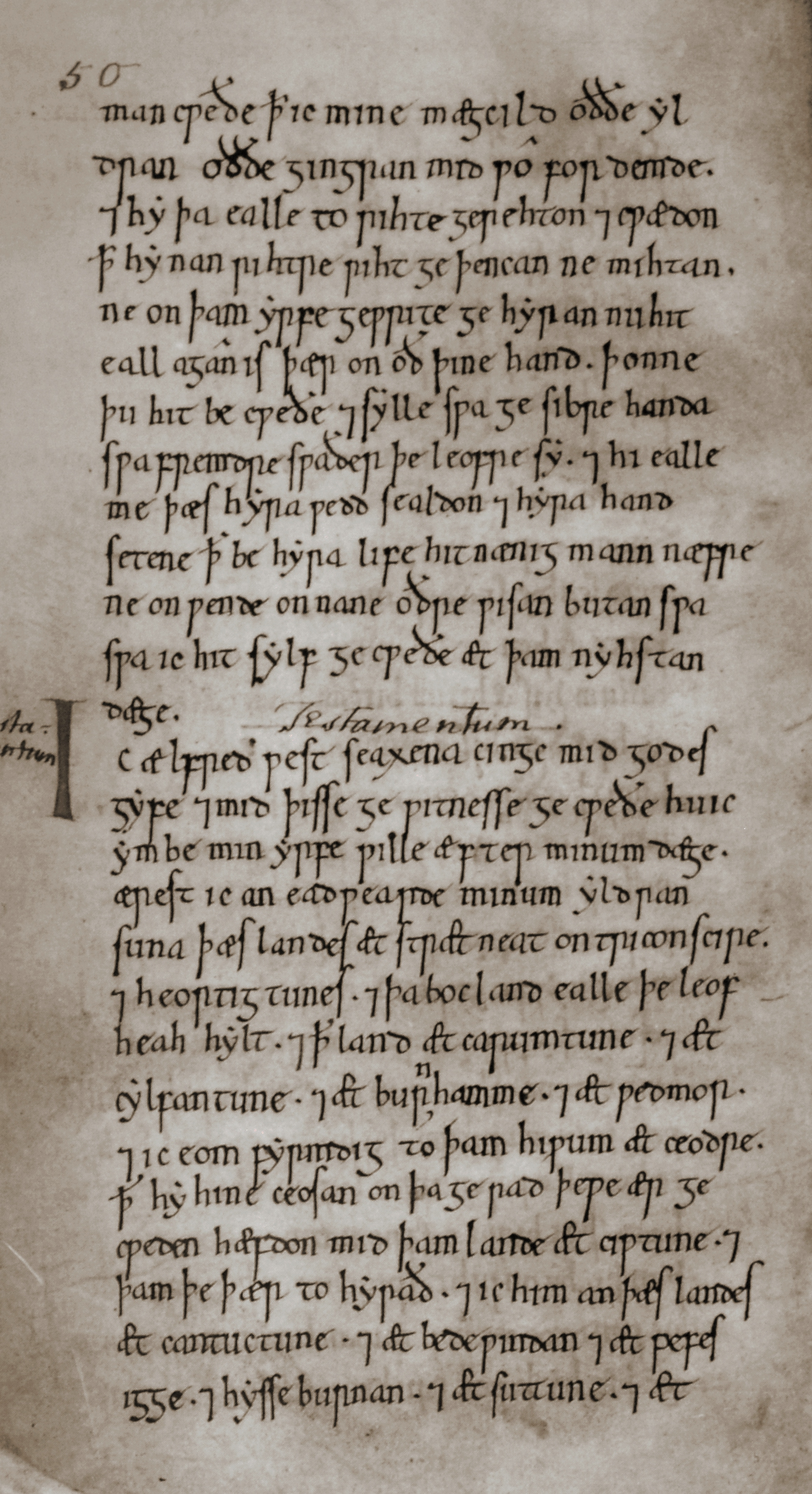
La première page d'une copie du testament d'Alfred le Grand figurant dans le Liber vitæ du New Minster de Winchester (XIe siècle).

Les informations concernant la famille proche d'Æthelwold sont parcellaires. Son père Æthelred étant né dans la deuxième moitié des années 840, lui et son frère Æthelhelm doivent être encore très jeunes à sa mort, en 871. Leur mère pourrait être la reine Wulfthryth qui témoigne sur une charte (S 340) de 868,. Aucune source n'indique lequel des deux est l'aîné, mais le testament d'Alfred le Grand suggère que c'est Æthelhelm : il est mentionné avant son frère et sa part d'héritage est plus importante. Ce testament, dressé dans les années 880, est le plus ancien document qui mentionne les fils d'Æthelred. Æthelhelm n'est plus mentionné par la suite, ce qui laisse penser qu'il est mort peu de temps après.
La seule autre mention d'Æthelwold du vivant d'Alfred est une charte (S 356) des années 890 sur laquelle il apparaît en qualité de témoin,. Édouard et lui y portent tous deux le titre de filius regis, « fils du roi », mais Æthelwold apparaît avant son cousin, ce qui implique qu'il est de rang supérieur,.

### Le testament d'Alfred
À la mort d'Æthelred, les partisans de ses fils se plaignent qu'Alfred conserve des domaines censés leur revenir. Le nouveau roi se justifie dans le préambule de son testament. Les biographes modernes d'Alfred décrivent ce texte comme « assez tendancieux » et « délibérément ambigu ». Aux yeux de l'historien Patrick Wormald, il appartient à la catégorie des « documents fondateurs de l'histoire anglaise avant 1066 difficiles à appréhender ».
La dispute qui oppose Alfred à ses neveux concerne des domaines figurant dans le testament d'Æthelwulf, le père du roi. Ce document est perdu, mais le préambule du testament d'Alfred en rapporte certaines dispositions. D'après ce préambule, Æthelwulf lègue des domaines en commun à trois de ses fils (Æthelbald, Æthelred et Alfred) et stipule que le dernier survivant des trois doit hériter du tout. Lorsqu'Æthelred devient roi, en 865, Alfred lui demande sa part de cet héritage commun, peut-être à l'occasion de son mariage avec Ealhswith. Æthelred refuse, mais il s'engage à le léguer à Alfred à sa mort, ainsi que tous les domaines qu'il est susceptible d'acquérir par la suite. Les invasions vikings et la nécessité de pourvoir aux besoins de ses fils entraînent une révision de cet accord, soit à la fin de 870, soit au début de l'année suivante, lors d'une réunion du witan à Swinbeorg (lieu non identifié). Selon les nouveaux termes, le dernier survivant doit toujours recueillir l'intégralité de l'héritage, mais il doit également céder aux fils de son frère les domaines que leur père lui a remis en-dehors du testament, ainsi que ceux acquis par la suite,.
Dans le préambule de son testament, Alfred rapporte que la question de l'héritage est tranchée par une nouvelle assemblée du witan à Langandene (lieu non identifié). Une fois lecture faite du testament d'Æthelwulf, l'assemblée reconnaît au roi le droit de disposer comme il l'entend de la totalité de l'héritage. Alfred lègue la majeure partie de ses propriétés à son fils aîné Édouard, ce qui renforce la position de celui-ci vis-à-vis de la succession au trône. Æthelhelm reçoit huit domaines et Æthelwold seulement trois, ceux de Godalming, Guildford et Steyning. Les deux premiers sont situés dans le Surrey et le troisième dans le Sussex, c'est-à-dire dans la partie orientale du royaume d'Alfred, la moins importante. Steyning, le plus vaste des trois, abrite la sépulture d'Æthelwulf, le père d'Alfred. C'est peut-être pour priver son neveu du prestige afférent qu'Alfred fait déplacer le corps de son père à Winchester,.
Alfred a recours à d'autres moyens pour favoriser la succession de son fils. Il nomme aux postes importants du royaume des hommes susceptibles de le soutenir à l'avenir et lui offre dans les années 890 l'opportunité de mener des troupes dans la lutte contre les vikings.

### La révolte contre Édouard

Le Wessex à l'époque anglo-saxonne.

Après la mort d'Alfred, survenue le 26 octobre 899, Æthelwold tente de s'emparer du trône. Sa révolte contre Édouard, l'héritier désigné d'Alfred, est décrite dans la Chronique anglo-saxonne, qui rapporte qu'il enlève une religieuse dans le but de l'épouser sans la permission du roi et des évêques. L'identité de cette femme est inconnue, mais Æthelwold cherche vraisemblablement à renforcer sa légitimité en épousant une femme importante. D'après le chroniqueur Jean de Worcester, elle est religieuse à Wimborne. Selon Alex Woolf, il pourrait s'agir de Æthelgifu, fille d'Alfred et abbesse de Shaftesbury, mais Ryan Lavelle considère que cette hypothèse n'est pas cohérente avec les déplacements d'Æthelwold,.
La Chronique rapporte qu'Æthelwold se rend au manoir royal de Twynham (Christchurch), puis à celui de Wimborne. Il s'y enferme avec ses partisans et déclare être prêt à mourir en le défendant. Situé près des routes romaines conduisant à Dorchester et à Salisbury, Wimborne est un lieu hautement stratégique, qui commande également des ponts sur l'Allen et la Stour. Æthelwold envisage peut-être un partage du Wessex avec Édouard qui le laisserait roi de la moitié occidentale du royaume.
Édouard rassemble une armée pour se porter à la rencontre de son cousin. Lorsqu'il arrive à Badbury Rings, un fort de l'âge du fer situé à six kilomètres à l'ouest de Wimborne, Æthelwold s'enfuit de nuit en abandonnant son épouse. Pourchassé par Édouard, il se réfugie auprès des Danois du royaume viking d'York, qui le reconnaissent comme roi. Des pièces de monnaie frappées à cette époque portent le nom d'un roi Alwaldus qui doit être Æthelwold. Les Annales de St Neots lui donnent les titres de « roi des Danois » et « roi des païens ». Les sagas norroises rapportent l'existence d'un roi danois nommé Knútr qui aurait régné en Northumbrie aux alentours de l'an 900 ; il aurait été repoussé au nord du Cleveland par un roi anglais nommé Adalbrigt qu'il serait parvenu à vaincre dans un second temps à Scarborough. L'historien Alfred P. Smyth propose en 1987 que cet Adalbrigt soit en réalité Æthelwold. Quelques années plus tard, en 1995, il avance une autre hypothèse : les Danois de Northumbrie n'auraient pas pris Æthelwold pour roi, mais auraient simplement reconnu ses revendications sur le trône des Ouest-Saxons.

### Dernière campagne et mort

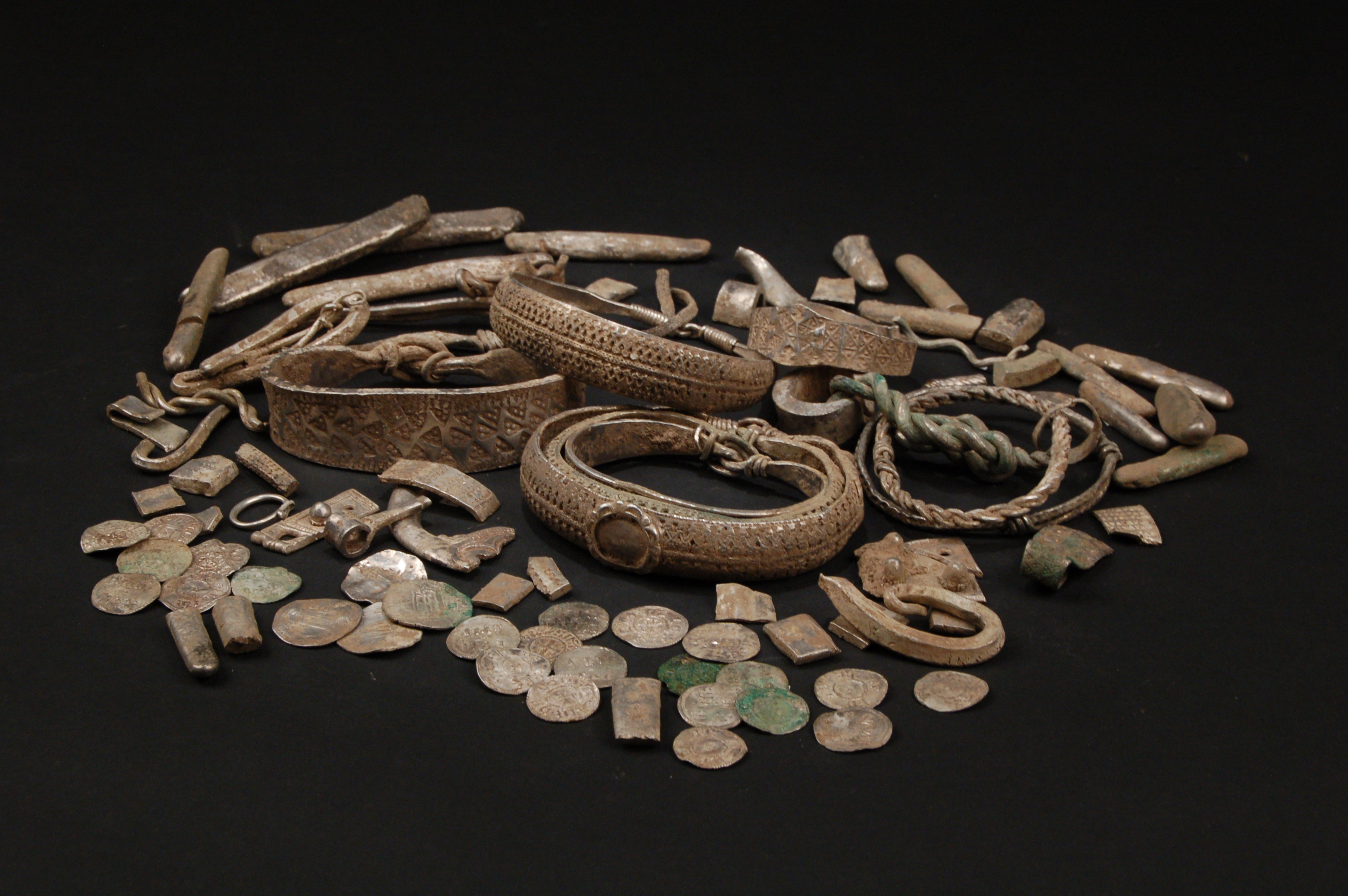
Le trésor de Silverdale, découvert dans le Lancashire en 2011, comprend une pièce au nom d'Æthelwold.

Qu'il en soit ou non devenu le souverain, la Northumbrie n'est vraisemblablement qu'une base arrière aux yeux d'Æthelwold. Dès 901 ou 902, il rassemble une flotte et fait voile vers l'Essex, dont la population pourrait l'avoir accepté comme roi,. Avec l'aide des vikings d'Est-Anglie, il lance une offensive en Mercie et s'enfonce jusqu'au burh de Cricklade, à la frontière du Wessex. Il franchit la Tamise et ravage la région de Braydon, dans le Wiltshire. Édouard réplique en menant un raid en Est-Anglie, mais il bat en retraite sans affronter son cousin. Les hommes du Kent s'attardent, bien qu'Édouard leur ait envoyé sept messagers d'après la Chronique. Ils sont rattrapés par les Danois en un endroit appelé « le Holme » par la Chronique qui pourrait correspondre au village de Holme, dans le Cambridgeshire.
La bataille du Holme se solde par une victoire danoise, mais au prix de lourdes pertes. Æthelwold est tué, de même que le roi Eohric et les holds (nobles) Ysopa et Oscetel. Un certain Beorhtsige, fils du prince Beorhtnoth, est également tué en combattant pour Æthelwold ; leurs noms suggèrent qu'ils sont de la famille du roi de Mercie Burgred. Les hommes du Kent perdent quant à eux leurs deux ealdormen, Sigewulf et Sigehelm, ainsi qu'un abbé nommé Cenwulf. La mort d'Æthelwold met un terme à la menace qui pesait sur le trône d'Édouard.
La date de la bataille du Holme n'est pas établie avec certitude. Elle figure sous l'année 905 (pour 903) dans les manuscrits A, B, C et D de la Chronique anglo-saxonne, mais puisque ce texte fixe le début de l'année au mois de septembre, elle pourrait avoir eu lieu dans les derniers mois de l'année 902. Le Chronicon d'Æthelweard la situe le 12 ou le 13 décembre, et les annales de Siméon de Durham enregistrent sous l'année 902 la mort d'un Beorhtsige qui semble être le prince mercien tué lors de l'affrontement. Néanmoins, Cyril Hart estime qu'il est peu probable que la bataille ait pu avoir lieu aussi tard dans l'année, car cela impliquerait qu'Æthelwold aurait lancé son invasion en automne, une saison peu propice aux grandes campagnes. Il suggère donc qu'elle ait eu lieu au printemps 903. Dans les ouvrages de référence, la mort d'Æthelwold est datée soit de 902,, soit de 903,,.

## Postérité
L'historien James Campbell remarque que si la révolte d'Æthelwold constitue « un épisode quelque peu étrange » de l'histoire anglaise, c'est principalement parce que les sources qui la décrivent ne sont pas impartiales. Ses prétentions au trône sont fondées, il bénéficie du soutien des vikings du Danelaw et s'il n'était pas mort au combat, il aurait peut-être été capable d'unifier l'Angleterre de manière plus pacifique qu'Édouard et ses successeurs. Martin Ryan souligne sa capacité à trouver de nombreux appuis à sa cause, du Wessex à la Northumbrie en passant par l'Est-Anglie et l'Essex, des appuis qui font brièvement de lui l'homme le plus puissant d'Angleterre, davantage que son cousin Édouard qui a pu craindre à juste titre de le rencontrer sur le champ de bataille. Pour Ryan Lavelle, Æthelwold prouve par son audace qu'il aurait pu être l'un des grands hommes de l'Europe du haut Moyen Âge.
Les sources ne mentionnent aucun enfant d'Æthelwold. Dans sa traduction latine de la Chronique anglo-saxonne, le chroniqueur Æthelweard affirme que le roi Æthelred est son ancêtre, sans précisions supplémentaires : il pourrait donc être un descendant d'Æthelwold. Nick Higham discerne dans ce texte un certain « manque d'empathie » pour Édouard qu'il attribue à la rancœur que son auteur ressent pour la défaite de son ancêtre. Æthelweard occupe la charge d'ealdorman des provinces occidentales du Wessex à la fin du Xe siècle, ce qui prouve que les membres de la lignée d'Æthelred restent riches et puissants pendant plus d'un siècle. Le petit-fils d'Æthelweard, Æthelnoth, est archevêque de Cantorbéry de 1020 à 1038.
Shashi Jayakumar estime que les conséquences de la révolte d'Æthelwold se font sentir encore un demi-siècle plus tard et s'expriment dans la rivalité entre le roi Eadwig et son frère cadet Edgar dans les années 950. La femme d'Eadwig, Ælfgifu, semble être la sœur du chroniqueur Æthelweard, tandis que l'ealdorman Byrhtnoth, qui fait partie des soutiens du roi, pourrait être un descendant de l'ætheling mercien Beorhtnoth dont le fils Byrhtsige est tué à la bataille du Holme en combattant pour Æthelwold. Parmi les adversaires d'Eadwig se trouve sa grand-mère Eadgifu, troisième femme d'Édouard l'Ancien, dont il confisque les biens. Elle est la fille de l'ealdorman Sigehelm, lui aussi mort à la bataille du Holme, mais dans le camp adverse. En fin de compte, le mariage d'Eadwig est dissous pour cause de consanguinité, il meurt sans laisser d'enfants en 959 et Edgar lui succède,.

Arbre généalogique simplifié d'Æthelwold et de ses possibles descendants.

Æthelwold apparaît dans les Histoires saxonnes de Bernard Cornwell, série de romans historiques se déroulant sous le règne d'Alfred le Grand et de ses successeurs, ainsi que dans la série télévisée The Last Kingdom qui en est adaptée.

### Sources primaires
- (la) Asser (trad. du latin par Alban Gautier), Histoire du roi Alfred, Paris, Les Belles Lettres, 2013, 277 p. (ISBN 978-2-251-34063-0).
- (en) Simon Keynes et Michael Lapidge, Alfred the Great : Asser's Life of King Alfred and other contemporary sources, Penguin Classics, 1983, 368 p. (ISBN 978-0-14-044409-4).
- (en) Michael Swanton (trad.), The Anglo-Saxon Chronicle, Routledge, 1996, 363 p. (ISBN 0-415-92129-5, lire en ligne).

### Sources secondaires
- (en) Richard Abels, Alfred the Great : War, Kingship and Culture in Anglo-Saxon England, Longman, 1998 (ISBN 978-0-582-04047-2).
- (en) C. E. Blunt, « Northumbrian Coins in the Name of Alwaldus », British Numismatic Journal, vol. 55,‎ 1985, p. 192-194 (ISSN 0143-8956, lire en ligne).
- (en) James Campbell, « What Is Not Known About the Reign of Edward the Elder », dans N. J. Higham et D. H. Hill, Edward the Elder 899–924, Abingdon, Routledge, 2001 (ISBN 0-415-21497-1).
- (en) John Campbell, Eric John et Patrick Wormald, The Anglo-Saxons, London/New York/Victoria etc, Penguin Books, 1991, 272 p. (ISBN 0-14-014395-5).
- (en) David Dumville, Wessex and England from Alfred to Edgar : six essays on political, cultural, and ecclesiastical revival, Woodbridge, The Boydell Press, 1992, 234 p. (ISBN 0-85115-308-9).
- (en) Cyril Hart, The Danelaw, Londres, The Hambledon Press, 1992 (ISBN 1-85285-044-2).
- (en) Nick Higham, « Edward the Elder's Reputation », dans N. J. Higham et D. H. Hill, Edward the Elder 899–924, Abingdon, Routledge, 2001 (ISBN 0-415-21497-1).
- (en) Nicholas J. Higham et Martin J. Ryan, The Anglo-Saxon World, New Haven, Yale University Press, 2013, 477 p. (ISBN 978-0-300-12534-4, lire en ligne).
- (en) Shashi Jayakumar, « Eadwig and Edgar: Politics, Propaganda, Faction », dans Donald Scragg, Edgar, King of the English, 959–975, Woodbridge, The Boydell Press, 2008 (ISBN 978-1-84383-928-6).
- (en) Simon Keynes, « Mercia and Wessex in the Ninth Century », dans Michelle P. Brown et Carole A. Farr, Mercia : An Anglo-Saxon Kingdom in Europe, Continuum, 2001 (ISBN 0-8264-7765-8).
- (en) Simon Keynes, « Appendix I: Rulers of the English, c. 450–1066 », dans Michael Lapidge, John Blair, Simon Keynes et Donald Scragg (éd.), The Wiley Blackwell Encyclopedia of Anglo-Saxon England, Wiley Blackwell, 2014, 2e éd. (ISBN 978-0-470-65632-7).
- (en) Ryan Lavelle, « The Politics of Rebellion: The Ætheling Æthelwold and the West Saxon Royal Succession, 899–902 », dans Patricia Skinner, Challenging the Boundaries of Medieval History: The Legacy of Timothy Reuter, Turnhout, Brepols, 2009 (ISBN 978-2-503-52359-0).
- (en) Emma Mason, « Æthelnoth (d. 1038) », dans Oxford Dictionary of National Biography, Oxford University Press, 2004 (lire en ligne ).
- (en) Sean Miller, « Edward [called Edward the Elder] (870s?–924) », dans Oxford Dictionary of National Biography, Oxford University Press, 2004 (lire en ligne ).
- (en) David Rollason, Northumbria, 500–1100 : Creation and Destruction of a Kingdom, Cambridge, Cambridge University Press, 2003, 368 p. (ISBN 0-521-04102-3).
- (en) Alfred P. Smyth, Scandinavian York and Dublin : the history and archaeology of two related Viking kingdoms, vol. 1, Dublin, Irish Academic Press, 1987, 116 p. (ISBN 0-7165-2365-5).
- (en) Alfred P. Smyth, King Alfred the Great, Oxford, Oxford University Press, 1995, 744 p. (ISBN 0-19-822989-5).
- (en) F. T. Wainwright, « The Chronology of the 'Mercian Register' », The English Historical Review, Oxford University Press, vol. 60, no 238,‎ septembre 1945, p. 385-392.
- (en) Ann Williams, « Æthelwold d. 903 », dans Ann Williams,  Alfred P. Smyth et D. P. Kirby, A Biographical Dictionary of Dark Age Britain, Londres, Seaby, 1991 (ISBN 1-85264-047-2).
- (en) Alex Woolf, « View from the West: An Irish Perspective », dans N. J. Higham et D. H. Hill, Edward the Elder 899–924, Abingdon, Routledge, 2001 (ISBN 0-415-21497-1).
- (en) Patrick Wormald, « Kingship and Royal Property from Æthelwulf to Edward the Elder », dans N. J. Higham et D. H. Hill, Edward the Elder 899–924, Abingdon, Routledge, 2001 (ISBN 0-415-21497-1).
- (en) Barbara Yorke, « Æthelwold and the Politics of the Tenth Century », dans Barbara Yorke (éd.), Bishop Æthelwold: His Career and Influence, Woodbridge, The Boydell Press, 1988 (ISBN 0-85115-705-X).
- (en) Barbara Yorke, « Edward as Ætheling », dans N. J. Higham et D. H. Hill, Edward the Elder 899–924, Abingdon, Routledge, 2001 (ISBN 0-415-21497-1).